# Лезги Салех
Лезги Салех (азерб. Ləzgi Saleh) — азербайджанский поэт XVII века лезгинского происхождения.

## Биография
Салех родился в XVII веке в  селе Юхари-Яраг. Первоначальные знания он получил в сельском медресе, где впоследствии стал работать.

## Творчество
Особенностью любовной лирики Салеха является то, что eго стихах главное место занимает описание и восхваление возлюбленной. Чувства лирического героя в них скрыты. Основным средством изобразительности в описании и восхвалении возлюбленной являются сравнения, заимствованные поэтом из традиционной восточной поэзии, персизмы и арабизмы. Стихам «Çəkərəm tabı» («Выдержу испытание») и «Olmuşam müştaq» («Мечтаю о тебе») свойственна двусложная система сравнений. Каждая строка содержит по два сравнения. Но двусложная система нарушает целостность внутреннего мира лирического героя и образа возлюбленной:

Влюблен в одну красавицу, зазнобу

Подобную Эйюбу, рисую красоту

Забрала мой разум, лишила души.

Если покажет лицо как благодать!

О, какой облик, какая красота.

Какое чудо, какой прекрасный рай.

Возлюбленной так подходит хвала.

Ресницы как Гиблеи Захид, вся в золоте, нарядная.

Платье красное, сама нарядная,

Стан, как горный кипарис, сияет, как драгоценные камни

Красота сияющая, лик как луна.

Книга красоты у всех на устах.

Во вселенной, во всём Иране.

В городе Исфахане, в Азербайджане,

В райском саду, среди райских гурий,

Ни среди ангелов, ни среди людей не найдётся тебе подобной.

Салех я, во рту, на языке,

Восхвалять тебя буду всюду и везде

Вся красота в тебе, кокетничество, влечение

Грусти-печали же моей нету счета.
Оригинальный текст (азерб.)

Aşiqəm bir xuba, tuti-məhbuba,

Nisbəti-Eyyuba, çəkərəm tabı,

Əqli aldı məndən, canım o təndən.

Üz görsətsə, gündə eylər səvabı.

Bu necə qamətdir, nə qiyamətdir,

Türfə əlamətdir, sərvi-cənnətdir,

Aşiqə mübaiyət çox müctəddir,

Qibləyi-Zahiddir, zərdir-zibadır.

Libası əhmərdir, zərdir-zibadır.

Qaməti ərərdir, yaşınnır bir dür,

Camalı ənvardır, sima qəmərdir.

Dilimdə əzbərdir hüsnü kitabı.

Bu cümlə cahanda, qülli-İranda,

Şəhri İsfaxanda, Azərbaycanda,

Rövzəyi-rizvanda, huri-qılmanda.

Mələkdə, insanda tanılmaz babı.

Salehəm, kuyində, dildə, dəhanda,

Vəsfini söylərəm yavuqda, gendə,

Ol gözəllik səndə, qəmzə şövqündə.

Dərdi qəmin məndə yoxdur hesabı.

Стихотворение «Nisbətdir» («Подобна») поэта отличается сопровождением в нём изображения возлюбленной с описанием грустных чувств лирического героя:

Твоя красота, любимая,

Пятнадцатидневной луне подобна

Слезы, что льются из глаз

Бегущей реке подобны.

Буду думать и переживать:

В селении возлюбленной стал я чужим.

Ей-богу, ты — камень драгоценный,

Голос твой эху подобен.

Лукавства твоего в народе нет

Любовь в моей душе много

Ресницы твои — как стрелы,

Брови твои тетеве подобны.

Надела на себя красное

В саду распустились бутоны

Язык, губы, сладки, как сахар.

Сама голубому небу подобна.

Надела платье в яркий рисунок.

Ты — Лейли, а я — Меджнун

Салех скажет, стан твой тонкий

Кипарису стройному подобен.
Оригинальный текст (азерб.)

Sənin ol hüsnün, ey dilbər,

Xurşidü Aya nisbətdir.

Həsrətindən gözüm, yaşı.

Sanasan çaya nisbətdir.

Eylərəm fikr ilə övraq,

Səri-kuyində oldum çak.

Sənsən, billah, cövhəri-pak,

Səsim sədaya nisbətdir.

Fəndin aləm içdə yoxdur,

Məhəbbət canında çoxdur,

Sanki kipriklərin oxdur.

Qaşların yaya nisbətdir.

Əyninə geymisən əhmər.

Bağında qönçələr yetər,

Dil-dodağın şirin şəkər,

Cismin şəhlaya nisbətdir.

Geyinmisən rəngi-gülgün,

Sən Leylisən, mən də Məcnun.

Saleh deyər: qəddi mövzun —

Sərvi-balaya nisbətdir.

В творчестве Лезги Салеха имеется и стихотворение дидактического характера «Nə bilsin?» («Откуда узнать?»). Каждое своё назидание поэт даёт с отрицательной и положительных сторон. В них находятся своё поэтическое воплощение пороки общества. Обличая эти пороки, Салех указывает и пути их устранения: 

О мастер, мастер народа, поющий ашуг,

Откуда знать персидский, не знающему лезгинский?!

Не читавшему начало алфавита,

Откуда знать о приличии, этикете, уроке?!

Откуда знать чужого, не знающему себя?

Откуда знать кривого, не знающему прямого?

Не знающему правильного слова, когда говорит,

Откуда знать об успехах дела?!

Не знающему в настоящей политике души,

В притчах стольких пророков,

Себя, слова своего, нрава,

Откуда знать истину, вежливость, Хафса?!

В это время не подчиняющемуся праву,

Не страдающему на пути к правде,

Не идущему в Каабу, Багдад, Салех

Откуда знать о Сирии, Эрзеруме, Карсе?!
Оригинальный текст (азерб.)

Ay usta, gün usta, söyləyən aşıq,

Ləzgicə bilməyən farsı nə bilsin?!

Oxumayıb əlif, beyin binadan,

Ədəbi, ərkanı, dərsi nə bilsin?!

Özgəni nə bilsin özün bilməyən?

Əyrisin nə bilsin düzün bilməyən?

Danışanda doğru sözün bilməyən

İşin avandını, tərsi nə bilsin?!

Əsil siyasətdə abi bilməyən,

Məsəllərdə neçə Nəbi bilməyən,

Özünü, sözünü, dəbi bilməyən,

Haqqı, qanacağı, həfsi nə bilsin?!

Bu sində haqq gülə vüsal etməyən,

Canım, haqq yoluna cəfa qatmayan,

Kəbəyə, Bağdada, Saleh getməyən

Şamı, Ərzurumu, Qarsı nə bilsin?!